# Іскра (Абдулинський міський округ)
І́скра (рос. Искра) — селище у складі Абдулинського міського округу Оренбурзької області, Росія.

## Населення
Населення — 217 осіб (2010; 228 у 2002).
Національний склад (станом на 2002 рік):
- росіяни — 73 %